# Honnenahalli, Krishnarajpet
Honnenahalli là một làng thuộc tehsil Krishnarajpet, huyện Mandya, bang Karnataka, Ấn Độ.